# علم النفس التدريبي
علم النفس التدريبي (بالإنجليزية: Coaching psychology) هو أحد مجالات علم النفس التطبيقي الذي يطبق النظريات والمفاهيم النفسية في مجال التدريب. هدفه هو زيادة الأداء والإنجازات والرفاهية لدى الأفراد والفرق والمؤسسات من خلال استخدام الأساليب المبنية على الأدلة القائمة على البحث العلمي. يتأثر علم نفس التدريبي بالنظريات في المجالات النفسية المختلفة، مثل علم النفس الإنساني وعلم النفس الإيجابي ونظرية التعلم وعلم النفس الاجتماعي.
بدأ علم النفس التدريبي رسميًا كفرع من علم النفس في عام 2000 عندما تم تقديم أول دورة في علم النفس التدريبي في جامعة سيدني. منذ ذلك الحين، تم تشكيل مجتمعات مكرسة لهذا الفرع من علم النفس مثل المجموعة المهتمة في علم النفس التدريبي (IGCP) والمجموعة الخاصة في علم النفس التدريبي (SGCP). المجلات العلمية مثل (the International Coaching Psychology Review) و (Coaching Psychology International) تنشر بحثًا في علم النفس التدريبي. تتراوح تطبيقات علم نفس التدريب من التدريب الرياضي والتعليمي إلى القيادة وتدريب الشركات.

## التاريخ

### التاريخ المبكر
يمكن تتبع التطبيقات المبكرة للنظريات والممارسات النفسية في التدريب (خاصة التدريب الرياضي) حتى عشرينيات القرن الماضي. في عام 1926، نشر كولمان غريفيث علم النفس التدريبي: دراسة لأساليب التدريب من وجهة نظر علم النفس.  استنادًا إلى ملاحظات لفرق كرة القدم وفرق كرة السلة، ناقش غريفيث مجموعة واسعة من جوانب التدريب مثل تأثيرات المتفرج، ومشاكل الإفراط في التدريب، ومبادئ التعلم. يُشار إلى غريفيث بأنه أول «عالم نفسي رياضي في أمريكا» ورائد يطبق علم النفس على التدريب. بعد سنوات، بدأت تظهر المزيد من النصوص حول علم النفس التدريبي. في عام 1951، نشر جون لوثر من جامعة ولاية بنسلفانيا علم النفس التدريبي. وكان أول كتاب يستخدم هذا المصطلح «علم نفس التدريب» في العنوان كان كتاب علم النفس الحديث للتدريب من قبل كورتيس جايلورد في عام 1967.

### القرن ال 21
على الرغم من هذه التطورات المبكرة، تم تأسيس علم نفس التدريب المعاصر بشكل رسمي فقط في بداية القرن الحادي والعشرين. في كانون الثاني / يناير 2000، قام أنتوني غرانت بتنفيذ أول وحدة «لعلم النفس التدريبي» في جامعة سيدني وأعدت أطروحته الدكتوراه الطريق لمزيد من البحث لتأسيس مجال علم النفس التدريبي كنظام قائم على الأدلة. ولهذا السبب، يعتبر العديد من علماء النفس المدربين أن جرانت رائد في هذا المجال.

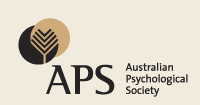
شعار الجمعية النفسية الأسترالية (APS)، التي أسست مجموعة المهتمين في علم النفس التدريبي (IGCP)

بدأ المزيد من التطوير في عام 2006 عندما عقدت الجمعية الأسترالية للطب النفسي (APS) مؤتمراً أسّس مجموعة المهتمين في علم النفس التدريبي (IGCP). خارج أستراليا، شكل ستيفن بالمر من الجمعية البريطانية لعلم النفس (BPS) المجموعة الخاصة في علم النفس التدريبي (SGCP). يهدف كل من IGCP وSGCP إلى مواصلة تطوير علم النفس التدريب من حيث النظريات والتطبيق من خلال توفير منصة لتبادل البحوث والخبرات ذات الصلة بين أخصائيي علم النفس التدريبي. منذ إنشاء IGCP وSGCP، تم إنشاء المزيد من الجمعيات الدولية المكرسة لعلم النفس التدريبي في أوروبا والشرق الأوسط وجنوب إفريقيا. في 18 ديسمبر 2006، تم تأسيس الجمعية الدولية لعلم نفس التدريب (ISCP) من أجل تعزيز التنمية الدولية في هذا المجال.
يوجد حاليًا عدد من المجلات التي يتم مراجعتها من قبل متخصيين وهي مكرسة للأبحاث في مجال علم النفس التدريبي. على سبيل المثال، يتم توفير The Psyching Psychologist (منذ عام 2005) بواسطة SGCP. وتنشر IGCP وIGCP معًا (the International Coaching Psychology Review منذ 2006). ويتم نشر Coaching Psychology International (منذ 2009) من قِبل الجمعية الدولية لعلم نفس التدريب.

## التأثيرات النظرية

### علم النفس الإنساني
يعتبر النهج الإنساني في علم النفس مساهمًا كبيرًا في علم النفس التدريبي. يشترك كل من علم النفس الإنساني والتدريبي في النظرة العامة للإنسان من جهة تحقيق الذات. وهي أن كلما أتيحت الفرصة للانسان سيستغلها في تحسين نفسه. ينظر علم النفس التدريبي إلى هذا كعملية تتكون من تغييرات إيجابية ملموسة في حياة الفرد. علاوة على ذلك، يتم تنفيذ تلك العملية من قبل كل من العميل والمدرب الذي يسهل تحقيق الذات في عملائها.
في علاج كارل روجرز الذي يركز على الشخص، تعد العلاقة بين العميل والمعالج عنصرًا أساسيًا في تسهيل النمو. وبالتالي، فإن العلاقة بين المدرب (الميسر) والعميل (المتعلم) أمر مهم. وعلى وجه الخصوص، حدد روجرز ثلاث صفات أساسية في علاقة جيدة بين المدرب والعميل: الصدق والثقة والتعاطف. بالإضافة إلى ذلك، هناك فرق مهم بين العمل على العميل والعمل مع العميل. يجب أن يكون المدرب على استعداد للتعاون والمشاركة النشطة مع العميل من أجل فهم تجاربهم واتخاذ الخيارات التي تعزز النمو لهم. عندما يتحقق ذلك، تصبح العلاقة بين المدرب والعميل شراكة نشطة.
بالإضافة إلى ذلك، وفقًا لروجرز، يتم تحقيق النمو في العميل من خلال تقدير إيجابي غير مشروط. يجب أن يتعاطف المدربون مع عملائهم من أجل فهم تجاربهم ووجهات نظرهم. لتحقيق ذلك، يجب أن يكون المدرب قادراً على فهم عملائهم ليس فقط على المستوى الفكري، ولكن أيضًا على المستوى العاطفي. إلى جانب التعاطف، يجب أن يكون المدربون قادرين على قبول عملائهم كما هم حقًا لأن الأفراد بحاجة إلى أن يشعروا بتقدير «لأنفسهم الحقيقية» من أجل تحقيق ذاتهم.

### علم النفس الإيجابي

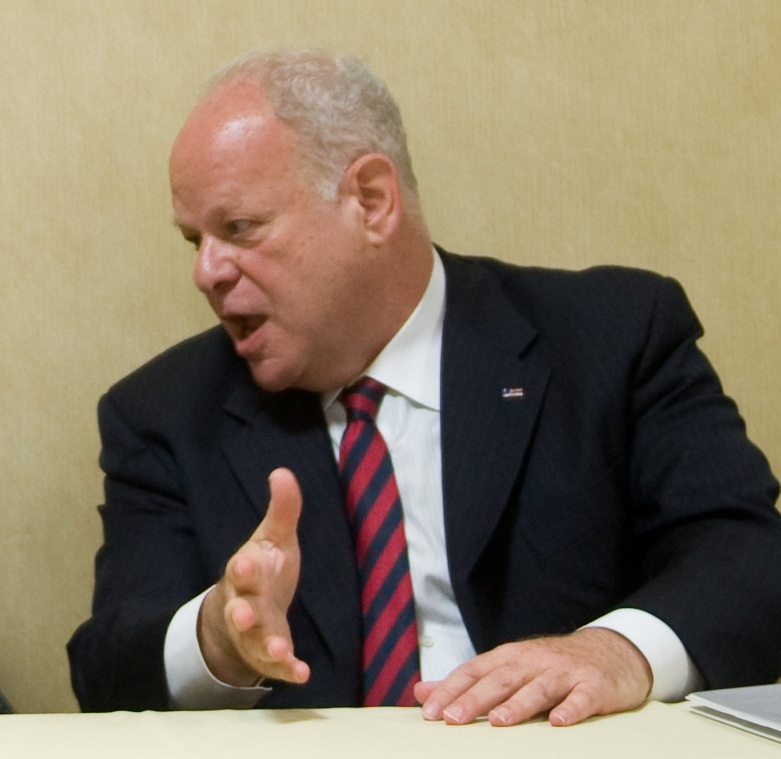
مارتن سيليجمان هو عالم نفسي يدرس علم النفس الإيجابي

يركز علم النفس الإيجابي (الذي طوره مارتن سيليجمان وآخرون) على الجوانب الإيجابية للصفات الإنسانية مثل القوة والكفاءة. في جوهرها، يشارك علم النفس التدريبي هذا التركيز؛ فالتدريب الفعال يستلزم تحسين أداء ورفاهية العميل. وبالتالي يوفر علم النفس الإيجابي أساسًا للتدريب. علم النفس التدريبي نوعًا من تطبيقات علم النفس الإيجابي.
تحفز المشاعر الإيجابية الأفراد على تعزيز قدراتهم وكفاءاتهم. تفترض باربرا فريدريكسون في نظرية التوسيع والبناء أن المشاعر الإيجابية لا تلعب دوراً في إثارة التحفيز لدى الأفراد فقط، ولكن أيضًا الإجراءات التي تكون مثمرة ومفيدة. في التدريب، يتم تشجيع المشاعر الإيجابية من أجل إلهام العملاء لاتخاذ إجراءات ملموسة نحو أهدافهم.
بصرف النظر عن العواطف، فإن المشاركة الكاملة في النشاط هي أيضًا إحدى العوامل في زيادة أداء الفرد. وصف Mihaly Csikszentmihalyi هذا المستوى من المشاركة القصوى في أي مهمة بالتدفق. يلعب المدربون دورًا في تهيئة بيئة تحفز التدفق للأفراد. يمكن تحقيق ذلك من خلال تحديد الأهداف بشكل واضح ومتناسق. تقديم تعليقات واضحة وفورية يبقي العميل على علم بما إذا كانت أعمالهم تساعد في تحقيق أهدافهم. يساعد المدربون أيضًا في تحقيق توازن بين التحدي والمهارات، حيث إن المهام سهلة للغاية أو صعبة للغاية على العميل قد تعيق تحقيق الأهداف.

### نظريات التعلم
يعتبر الإشراط الاستثابي (كما هو موضح من قِبل BF Skinner) أن التعلم عملية تنطوي على التعزيز والعقاب. يتم تشجيع المدربين على تعزيز السلوكيات الصحية والإنتاجية دائمًا من خلال التعزيز اللفظي، مثل الكلمات والصور التحفيزية. يمكن أن يلعب التعزيز الذاتي ايضًا (أي التعزيز من داخل الفرد) دورًا كبيرًا في تحسين الأداء وتشجيع العمل الموجه نحو الأهداف. على الرغم من أن العقوبة يمكن أن توجه العملاء نحو السلوكيات المرغوب فيها، إلا أن الأداء قد يعوقه الآثار الجانبية غير المبررة، مثل القلق والاستياء تجاه المدرب.
تفترض نظرية التعلم التجريبية لديفيد أ. كولب أن الأفراد يتعلمون من خلال تجاربهم. يتم تسهيل التعلم التجريبي من خلال التأمل الذاتي والتقييم الذاتي والعمل. يمكن للمدربين تشجيع التأمل الذاتي الناقد للخبرات السابق من خلال «سجلات التدريب» حيث يحلل المتدربون أفكارهم وعواطفهم في مختلف الحوادث والظروف. وهذا يساعد العملاء على فحص وتحدي معتقداتهم ومواقفهم وسلوكياتهم. البصيرة المكتسبة من هذه الوسائل في التعلم التحويلي حيث يضع المتدربون خطة عمل لتحسين الذات وزيادة الأداء على أساس تجاربهم الخاصة.

تقع منطقة التطور بالإرشاد بين ما يمكن للمتعلم القيام به بسهولة وما لا يستطيع القيام به.

وصف ليف فيجوتسكي منطقة التطور القريب (ZPD) بأنها مسافة بين ما يعرفه الشخص (إجراء يمكن القيام به بسهولة) وما لا يعرفه الشخص (ما يعتبر صعباً). نظرية فيغوتسكي أن التعلم هو الأكثر فعالية داخل هذه المنطقة. يقوم المدربون بتسهيل التعلم الفعال من خلال تزويد المتدربين بأنشطة داخل (منطقة التطور بالإرشاد ZPD)، والتي ليست سهلة للغاية ولا تنطوي على تحديات كبيرة (هذه عملية تسمى السقالات).
أثرت نظرية التعلم الاجتماعي أيضًا في علم النفس التدريبي. وفقًا لألبرت باندورا، فإن التعلم بالملاحظة يحدث عندما يتعلم الأفراد من الناس من حولهم (يطلق عليهم نماذج). يجب أن يكون المدربون على دراية بنماذج المتدرب لأن ذلك يمكن أن يشكل مواقفهم وسلوكهم. بالإضافة إلى ذلك، يجب على المدربين تقييم العوامل التي تؤثر على التعلم بالملاحظة في المتدربين، مثل الانتباه ومدى تكرر سلوكيات التعلم بالملاحظة.

### التأثيرات الأخرى
توضح نظرية الغشتالت أن الناس ينظرون إلى الأحداث من حولنا بطريقة تتوافق مع أفكارهم ومعتقداتهم وتجاربهم الشخصية. يجب أن يتم إرشاد المتدربون بوعي بمواقفهم وتجاربهم الخاصة، والتي تشكل تصورهم للعالم. تؤكد المفاهيم في علم النفس الاجتماعي، مثل التأثير الشخصي والامتثال، على الدور القوي الذي تلعبه التفاعلات الاجتماعية في تشكيل التفكير والأداء والسلوك في المتدربين. يساعد علم النفس الثقافي المدربين في تسهيل النمو والتعلم لدى العملاء من خلفيات ثقافية مختلفة. قد تكون دراسة الأمراض النفسية مهمة أيضًا في تطوير الأساليب المناسبة لتدريب الأفراد غير الأصحاء عقلياً.

## نماذج
علم النفس التدريبي لديه عدد كبير من النماذج والإطارات المستمدة من النظريات النفسية المثبتة. تُستخدم هذه النماذج من أجل توجيه ممارسة علم النفس التدريبي ولضمان أن يكون التدريب يسير وفق مفاهيم مثبتة علمياً.

### نموذج GROW
يعتبر نموذج GROW أحد أكثر نماذج التدريب السلوكي شيوعًا. تحدد مراحلها الأربع عملية حل المشكلات وتحديد الأهداف وتحسين الأداء. يختلف اسم كل مرحلة قليلاً حسب المصدر.

### نموذج PRACTICE
طور ستيفن بالمر نموذج (الممارسة - practice) كدليل لحل المشكلات والبحث عن الحلول. يتم فيه تحديد المشكلات خلال المرحلة الأولى والتي تسمى Problem identification . بعد ذلك، يتم وضع أهداف واقعية Realistic goals لحل المشكلة. وبعد ذلك، يتم مناقشة أي اقتراحات بديلة Alternate solutions تعمل من أجل تحقيق نفس الأهداف. ثم يتم تقييم النتائج المحتملة لجميع الحلول المقترحة بشكل نقدي خلال مرحلة دراسة العواقب (Consideration of consequences). بعد ذلك، يتم اختيار أفضل الخيارات أثناء مرحلة وضع الحل الأكثر ملاءمة Targeting the most feasible solution. ثم تأتي مرحلة تطبيق الحل المختار (Implementation of the Chosen solution). المرحلة الأخيرة هي التقييم Evaluation حيث يتناقش المدربون والمتدربون في فعالية الحل وعن الدروس المستفادة من التجربة.

### نموذج SPACE

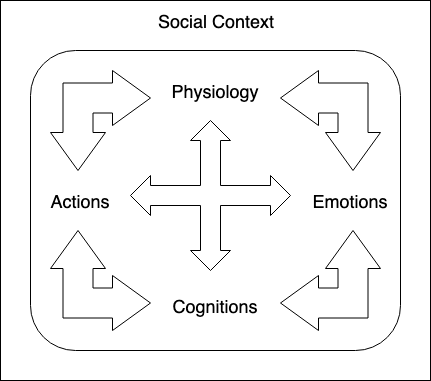
وفقًا لنموذج SPACE، تتأثر الأفعال بالعواطف وردود الفعل الفسيولوجية والمعرفة والسياق الاجتماعي

نموذج SPACE هو إطار بيولوجي-اجتماعي قائم على علم النفس المعرفي السلوكي. والغرض منه هو توجيه المدرب في تقييم وفهم سلوك عملائهم خلال مواقف محددة. SPACE هو اختصار يشير إلى الحالة أو السياق الاجتماعي Social context والجانب الفيسيولوجي Physiology والأفعال Action والمعرفة والمشاعر Cognition and Emotion. يمكن تقسيمها إلى إطارات أصغر: ACE وPACE. يفحص إطار عمل ACE العلاقات بين الفعل والعواطف وإدراك الفرد أو معرفته. ثم يأخذ إطار عمل PACE نموذج ACE وينظر في الاستجابة الفسيولوجية أو البيولوجية التي تصاحب الإدراك والعواطف والسلوك. أخيرًا، يأخذ نموذج SPACE الرئيسي في الاعتبار السياق الاجتماعي الذي يحدث فيه السلوك.

### نماذج أخرى
تم تطوير مناهج أخرى مثل النموذج المعرفي ABCDE لحل المشكلات. تنبثق نماذج OSKAR وACHIEVE وPOSITIVE من نموذج GROW الذي يركز على تحديد الأهداف والبحث عن الحلول بالإضافة إلى تعزيز علاقة التدريب. بالنسبة لتدريب القادة، تحدد LASER (والتي تعني التعلم والتقييم وصنع القصص والتمكين وإعادة الصياغة) عملية من خمس خطوات للتدريب الفعال. يركز نموذج التغيير (الذي طوّره جيمس أو بروتشاسكا وآخرين) والاستقصاء التقديري على فهم عملية التغيير وتشجيع العملاء على التحرك نحو التغيير الإيجابي.

## روابط خارجية

### تدريب جمعيات علم النفس
- الجمعية الدولية لتدريب علم النفس (ISCP)
- مجموعة اهتمامات المجتمع النفسي الأسترالي في علم نفس التدريب (APS IGCP)
- المجموعة البريطانية للجمعية النفسية الخاصة في علم النفس التدريبي (BPS SGCP)
- الفريق السويدي للتدريب في علم النفس
- جمعية علم النفس الصناعي والتنظيمي في جنوب إفريقيا
- جمعية تدريب علم النفس إيطاليا (SCP Italy)
- المركز الدولي لأبحاث علم النفس التدريب

### دوريات علم النفس التدريبي
- تدريب علم النفس: المجلة الدنماركية لعلم النفس التدريب
- تدريب علم النفس الدولي
- مراجعة علم النفس التدريب الدولي
- علم النفس التدريب
- التدريب في العمل
- المجلة الدولية للتدريب القائم على الأدلة والتوجيه نسخة محفوظة 12 نوفمبر 2017 على موقع واي باك مشين.
- التدريب: مجلة دولية للنظرية والبحث والممارسة
- المجلة الدولية للتوجيه والتدريب في التعليم | - ع - ن - ت علم النفس            | - ع - ن - ت علم النفس                                                                                                                                                                                                                                                                                                                                                                                         |
| -------------------------------- | --- |
| - التاريخ - الفلسفة - عالم النفس | |
| علم النفس الأساسي                | - اللاقياسي - علم الأعصاب الوجداني - العلم الانفعالي - علم الوراثة السلوكي - علم الأعصاب السلوكي - السلوكية - المعرفي/المعرفية - علم الأعصاب المعرفي - الاجتماعي - المقارن - عبر الثقافة - الثقافي - التنموي - التمايزي - الإيكولوجي - التطوري - التجريبي - الغشتالتي - الذكاء - الحسابي - الأخلاقي - العصبي - الإدراك الحسي - الشخصية - اللغة - الفيسولوجي - الكمي - الاجتماعي - النظري                      |
| علم النفس التطبيقي               | - الخوارقي - تحليل السلوك التطبيقي - التقييم - السريري - التدريبي - الجماعة - المستهلك - الإرشادي - النقدي - التربوي - الهندسة البشرية - النسوي - الشرعي - الصحي - الإنساني - الصناعي - القانوني - الوسائط - الطبي - العسكري - الموسيقي - الصحي المهني - السياسي - الإيجابي - القياس النفسي - الأديان - المدرسي - الرياضي - علم الانتحار - الأنظمة - المروري                                                  |
| المنهجيات                        | - تجارب على الحيوان - بحوث أرشيفية - تخلق سلوكي - دراسة حالة - تحليل المضمون - تجريبية - الأبحاث العلمية على البشر - مقابلة - تصوير عصبي - رصد - علم الطبيعة النفسية - بحث كيفي - بحث كمي - استبيان تقريري ذاتي - مسح إحصائي |
| المفاهيم                         | - السلوك - الهندسة السلوكية - علم الوراثة السلوكي - علم الأعصاب السلوكي - الاستعراف - الكفاءة - الوعي - سلوك المستهلك - المشاعر - الحس - العوامل البشرية وبيئة العمل - الذكاء - تسلسل ماسلو الهرمي للاحتياجات - حالة عقلية - العقل - علم نفس الدين - القياس النفسي - الفروق بين الجنسين - نظرية السيطرة على الخوف                                                                                             |
| علماء النفس                      | - بورهوس فريدريك سكينر - جان بياجيه - سيغموند فرويد - أوتو رانك - ألبرت باندورا - ليون فستنغر - كارل روجرز - ستانلي شاشتر - نيل إلغر ميلر - إدوارد لي ثورندايك - أبراهام ماسلو - جوردون ألبورت - إريك إريكسون - هانز آيزنك - ويليام جيمس - ديفيد ماكليلاند - رايموند كاتل - جون واطسون - كورت ليفين - دونالد هب - جورج أرميتاج ميلر - كلارك ليونارد هل - جيروم كاجان - كارل يونغ - إيفان بافلوف - لاري سكواير |
| القوائم                          | - مواضيع الاستشارة - الفروع - المنظمات - الخطوط العريضة - علماء النفس - معالجون نفسيون - طرائق البحث - المدارس - الجدول الزمني - الفهرس |
| بوابة:علم النفس                  | |